# Račačka
Račačka ili Račačka rijeka je rijeka  u Hrvatskoj i desni pritok rijeke Česme. Većim dijelom svoga toka teče kroz općinu Nova Rača.
Nastaje na ušću potoka Grebenska i Bačkovice čiji su izvori na Bilogori. Račačka je bogata ribom.

## Opis
Račačka teče kroz naselja: Babinac, Bedenik, Drljanovac, Bulinac, Stara Rača, Nova Rača, Tociljevac, Kozarevac Račanski do utjecanja u rijeku Česmu u Sasovcu.

## Ribolov
Račačka je bogata ribom koje se love u sklopu sportskog ribolova. Neke od glavne vrste riba su: som, šaran, štuka, iverak, smuđ itd. Najveći ribnjak u krugu Račačke je Ivankovac na zapadnome dijelu Nove Rače, ribnjak se nalazi pod vlasništvom ŠRD "Štuka" Nova Rača.